# John Herzfeld
John Herzfeld (Newark, 15 de abril de 1947) es un director de cine, productor, guionista y actor estadounidense.

## Biografía
Herzfeld nació en Newark, Nueva Jersey, hijo de Henry y Lois Herzfeld. El padre, héroe condecorado con la Medalla de la Estrella de Bronce por haber participado en la Segunda Guerra Mundial, tuvo una fuerte pasión por el cine, el teatro y el ballet, que transmitió a su hijo. Mejor alumno de la Universidad de Memphis, se trasladó a la Universidad de Miami, donde fue compañero de habitación de Sylvester Stallone, antes de partir para viajar por el mundo durante un año. A su regreso a Nueva York, comenzó su carrera cinematográfica como actor, director, productor y guionista.

## Filmografía

### Cine
| Año  | Título                          | Acreditado como | Acreditado como | Acreditado como | Acreditado como | Rol                    | Notas         |
| Año  | Título                          | Actor           | Director        | Productor       | Guionista       | Rol                    | Notas         |
| ---- | ------------------------------- | --------------- | --------------- | --------------- | --------------- | ---------------------- | ------------- |
| 1974 | Death Wish                      | Sí              |                 |                 |                 | Atracador de trenes #2 | Sin acreditar |
| 1976 | Cannonball                      | Sí              |                 |                 |                 | Sharpe                 |               |
| 1978 | Youngblood                      | Sí              |                 |                 |                 | Trabajador social      |               |
| 1983 | Two of a Kind                   |                 | Sí              |                 | Sí              |                        |               |
| 1986 | Cobra                           | Sí              |                 |                 |                 | Cho                    |               |
| 1996 | 2 Days in the Valley            |                 | Sí              |                 | Sí              |                        |               |
| 2001 | 15 Minutes                      |                 | Sí              | Sí              | Sí              |                        |               |
| 2007 | The Death and Life of Bobby Z   |                 | Sí              |                 |                 |                        |               |
| 2014 | Reach Me                        | Sí              | Sí              | Sí              | Sí              |                        |               |
| 2019 | Escape Plan: The Extractors     |                 | Sí              |                 | Sí              |                        |               |
| 2021 | The Making of "Rocky vs. Drago" |                 | Sí              | Sí              |                 |                        |               |

### Televisión
| Año  | Título                                             | Acreditado como | Acreditado como | Acreditado como | Acreditado como | Rol                         | Notas       |
| Año  | Título                                             | Actor           | Director        | Productor       | Guionista       | Rol                         | Notas       |
| ---- | -------------------------------------------------- | --------------- | --------------- | --------------- | --------------- | --------------------------- | ----------- |
| 1980 | A Rumor of War                                     | Sí              |                 |                 |                 | El instructor de ejercicios | miniserie   |
| 1980 | ABC Afterschool Special: "Stoned"                  | Sí              | Sí              |                 | Sí              | Doug                        |             |
| 1981 | ABC Afterschool Special: "Run, Don't Walk"         |                 | Sí              |                 |                 |                             |             |
| 1987 | Daddy                                              |                 | Sí              |                 | Sí              |                             | Película TV |
| 1989 | The Preppie Murder                                 |                 | Sí              |                 | Sí              |                             | Película TV |
| 1989 | The Ryan White Story                               | Sí              | Sí              |                 | Sí              | Florista                    | Película TV |
| 1993 | Remember                                           | Sí              | Sí              |                 | Sí              | Tom Eddy                    | Película TV |
| 1993 | Casualties of Love: The "Long Island Lolita" Story |                 | Sí              | Sí              | Sí              |                             | Película TV |
| 1997 | Don King: Only in America                          |                 | Sí              |                 |                 |                             | Película TV |
| 2004 | Dr. Vegas                                          |                 |                 |                 | Sí              |                             | creador     |
| 2008 | SIS                                                |                 | Sí              | Sí              | Sí              |                             | Película TV |
| 2010 | Inferno: The Making of "The Expendables"           |                 | Sí              |                 | Sí              |                             | Película TV |